# Dadaab
Dadaab is een plaats in de Keniaanse provincie Kaskazini-Mashariki. Het ligt in het district Garissa, ongeveer 100 km van de grens met Somalië. De lokale bevolking bestaat voornamelijk uit nomadische kamelen- en geiten herders. 
Het grootste deel van de bevolking bestaat uit vluchtelingen uit Somalië. Aan het begin van de jaren negentig waren er zo'n 400.000 vluchtelingen opgevangen vanwege de Somalische Burgeroorlog en de hongersnood in het zuiden van Kenia. De drie vluchtelingenkampen (Dagahaley, Hagadera en Ifo) worden onderhouden door de UNHCR samen met andere hulpverleningsorganisaties.
De afgelopen jaren keerde het grootste gedeelte terug naar Somalië - of zoals in het geval van de 12.000 Somali-Bantoe - naar andere staten en verbleven er nog circa 135.000 vluchtelingen in Dadaab. In januari 2007 werd de Keniaanse grens wegens veiligheidsoverwegingen gesloten, vanwege de instroom van islamitische strijders. Toch weten maandelijks zo'n 5.000 vluchtelingen uit Somalië Dadaab te bereiken. In de loop van 2008 is door de onlusten in Somalië het aantal vluchtelingen daardoor weer opgelopen tot ruim 220.000.

## Economie
De economie van Dadaab richt zich voornamelijk op diensten voor de vluchtelingen. 